# Мартыновка (Жмеринский район)
Мартыновка (укр. Мартинівка) — село в Жмеринском районе Винницкой области Украины.

## История
Являлась селением Подольской губернии Российской империи.
Население по переписи 2001 года составляло 737 человек.

## Экономика
Здесь находится спиртовой завод (4 декабря 2020 года он был продан на аукционе компании "Укркермаресурс").

## Адрес местного совета
23133, Винницкая область, Жмеринский р-н, с. Беликовцы